# Madonna col Bambino in trono tra San Severino Abate e San Sossio Levita e Martire
La Madonna col Bambino in trono tra i Santi Severino Abate e Sossio Levita e Martire è un'opera del pittore milanese Protasio Crivelli, datata 1506 e conservata presso la chiesa matrice di San Giovanni Battista di Striano, in Campania. Viene commissionata dal Barone di Striano Luigi di Casalnuovo, come riportato dall'iscrizione sulla tavola e da un atto del 1563.

## Descrizione
La pala d'altare del Crivelli è un olio su tavola largo 210 cm e alto 187 cm. Al centro dell'opera è rappresentata la Maestà della Vergine col Bambino seduta su di un trono in marmo stilizzato avente la parte superiore a forma di conchiglia, simbolo della verginità. Il basamento del trono è caratterizzato dall'utilizzo della prospettiva, tipica dell'arte rinascimentale, messa in risalto dall'indietreggiato mantello della Vergine rispetto al basamento stesso. Sulla parte avanzata del trono vi è l'iscrizione del committente dell'opera, il barone Luigi di Casalnuovo «EX * VOTO * DNI * LO(IS)E * DE * CASALI * NOVO * BARONIS * STRIANI * ET * ELEMOSINA * DO PNI * GRACIANI * DE (GRACI)ANO * RECTORIS * SANTI * SEVERINI * AC * POPULI * STRIANI * A * 1506». Sulla rientranza destra del basamento vi è la firma del pittore. Lo sfondo è caratterizzato dal paesaggio tipico strianese. In lontananza, sulla sinistra del trono, si intravede il Vesuvio dalla forma conica. Dietro al trono vi sono sette piante che stanno a simboleggiare l'antico culto strianese per la Madonna delle Fontanelle, che si venera il Lunedì in Albis nell'omonima chiesetta a Striano. Ai lati del trono, davanti al magnifico paesaggio, vi sono i due santi: a destra Severino, apostolo del Norico e patrono di Striano dal XII secolo, rappresentato con il libro delle Scritture e con abiti episcopali, a sinistra san Sossio, con una palma nella mano, simbolo del martirio. La prospettiva fa sì che il trono voglia aprirsi come un libro, il libro della Bibbia che i santi hanno nelle mani. Sulla destra del trono, infine, vi è raffigurato uno scudo, d'argento, a tre bande di rosso, al crescente di luna montante d'oro, simbolo dell'Università di Striano sin dalla sua nascita, avvenuta attorno al XIV secolo, ripreso nel 1806, con la fondazione del comune strianese, nel gonfalone cittadino.